# Anu Vehviläinen
Anu Helena Vehviläinen, née le 9 septembre 1963 à Leppävirta, est une femme politique finlandaise membre du Parti du centre (Kesk).
Elle est députée de la circonscription de Savonie-Carélie à l'Eduskunta entre 1999 et 2003, et depuis 2007, ministre des Transports entre 2007 et 2011 et des Affaires locales et des Réformes de 2015 à 2019. Elle est présidente du Parlement de juin 2020 à février 2022.

## Biographie

### Formation et vie professionnelle
Elle est titulaire d'une maîtrise de philosophie, obtenue en 1994 à l'université de Joensuu.

### Débuts en politique
En 1991, le ministre des Affaires étrangères Paavo Väyrynen la recrute comme assistante. Lorsqu'il est investi candidat du Kesk pour l'élection présidentielle de 1994, il la choisit comme porte-parole.
Elle se présente, l'année suivante, aux élections législatives, dans la circonscription de Carélie du Nord et remporte un siège de députée à l'Eduskunta. Elle est réélue lors du scrutin de 1999 et devient même première vice-présidente du groupe parlementaire centriste en 2002.
Elle perd cependant son mandat aux élections de 2003.

### Ministre
Finalement réélue au cours des législatives de 2007, elle y remporte 6 789 voix de préférence. Le 19 avril suivant, Anu Vehviläinen est nommée ministre des Transports dans le gouvernement de coalition de centre droit du Premier ministre centriste Matti Vanhanen. Elle est reconduite quand Mari Kiviniemi prend la direction de l'exécutif, le 22 juin 2010.
Aux élections de 2011, elle conserve son siège avec 6 296 suffrages en sa faveur, mais l'exclusion du Kesk de la majorité parlementaire la contraint à quitter le gouvernement le 22 juin. Elle siège alors à la commission des Affaires sociales et de la Santé. Elle est une nouvelle fois élue, lors du scrutin de 2015, totalisant à cette occasion 8 924 voix de préférence.
De mai 2015 à juin 2019, elle est ministre des Affaires locales et des Réformes dans le gouvernement Sipilä et brièvement de nouveau ministre des Transports du 29 mai au 6 juin 2019. Le 9 juin 2020, elle prend la succession de Matti Vanhanen comme présidente de l'Eduskunta.

### Vie privée
En 1998, elle se marie avec l'officier de police Timo Hiltunen. Le couple a un enfant, Tatu, né en 2000, mais son mari se suicide en 2011. Elle réside à Joensuu, dans la région de Carélie du Nord.